# Élections générales britanniques de 1992 en Écosse
Des élections générales britanniques ont lieu le 9 avril 1992 pour élire la 51e législature du Parlement du Royaume-Uni. L'Écosse élit 72 des 651 députés.

## Résultats
| Partis | Partis              | Voix      | Voix  | Voix       | Total des sièges | Total des sièges | Total des sièges |
| Partis | Partis              | Votes     | %     | +/−        | Sièges           | +/−              |                  |
| ------ | ------------------- | --------- | ----- | ---------- | ---------------- | ---------------- | ---------------- |
|        | Travailliste        | 1 142 911 | 39,0  | 3,4        | 49 / 72          | 1                |                  |
|        | Conservateur        | 751 950   | 25,6  | 1,6        | 11 / 72          | 1                |                  |
|        | SNP                 | 629 564   | 21,5  | 7,4        | 3 / 72           | stagnation       |                  |
|        | Libéraux-démocrates | 383 856   | 13,1  | 6,1        | 9 / 72           | stagnation       |                  |
|        | Autres              | 23 417    | 0,8   | 0,5        | 0 / 72           | stagnation       |                  |
| Total  | Total               | 2 931 698 | 100,0 | stagnation | 72 / 72          | stagnation       |                  |